# Березанский район
Береза́нский райо́н (укр. Березанський район) — упразднённая 17 июля 2020 г административная единица на юго-западе Николаевской области Украины. Административный центр — посёлок городского типа Березанка.

## География
Площадь 1378 км². Район граничит с Тилигульским лиманом, в пределах района на его берегу расположен Тилигульский региональный ландшафтный парк. На востоке района расположен Березанский лиман.

## История
30 декабря 1962 года район был упразднён, восстановлен 8 декабря 1966 года.

## Демография
Население района составляет 22 733 человека (2019), в том числе в городских условиях проживают 4 114 человека.
По переписи 2001 года распределение жителей района по родному языку был следующим:
- украинский — 88,87 %
- русский — 8,27 %
- молдавский — 1,12 %
- гагаузский — 0,52 %
- армянский — 0,51 %
- болгарский — 0,17 %
- белорусский — 0,14 %

## Административное устройство
Количество советов:
- поселковых — 1
- сельских — 16

Количество населённых пунктов:
- посёлков городского типа — 1
- сёл — 45
- посёлков сельского типа — 4

## Населённые пункты
Список населённых пунктов района находится внизу страницы
Ликвидированы:
- с. Новопетровка (укр. Новопетрівка), ликв. 25.07.2003 г.
- с. Подымово (укр. Подимове), ликв. 26.10.2000 г.
- с. Солонцы (укр. Солонці), ликв. в 1980-х годах

## Транспорт
В районе проходит трасса E 58.